# إليزابيث أمالي من هسن-دارمشتات
إليزابيث أمالي من هسن-دارمشتات (4 أغسطس 1635-20 مارس 1709 ؛Elisabeth Amalie Magdalene) كانت أميرة هسن-دارمشتات وزوجة أمير ناخب من بالاتينات فيليب فيلهلم عاشا معظم حياتهم في دوسلدورف وأنجبت له سبعة عشر طفلاً من بينهم الإمبراطورة مستقبلاً هي إليونور ماغدالين؛ بزواجها من ليوبولد الأول وجدة الأباطرة يوزف الأول وكارل السادس علي التوالي، وأيضا هي والدة الناخبين مستقبلاً يوهان فيلهلم وكارل فيليب الثالث على التوالي، وأيضا والدة فرانتس لودفيغ ناخب ماينتس ثم أصبح ناخب ترير ويُعرف بـ الأسقف الأعظم، وكذلك هي والدة الملكتين ماريا صوفيا ملكة البرتغال بزواجها من بيدرو الثاني وجدة الملك جواو الخامس، وماريا آنا ملكة إسبانيا بزواجها من كارلوس الثاني، ووالدة دوروثيا صوفي دوقة بارما وجدة إليزابيث فارنيزي ملكة إسبانيا، أيضا هي والدة الأميرة هيدفيغ إليزابيث بزواجها من جيمس لويس سوبيسكي، وأيضا له العديد من الأبناء قد وصول إلى منصب الأسقف وما البقية قد توفوا وهم صغار·